# Stoke Orchard
Stoke Orchard – osada w Anglii, w hrabstwie Gloucestershire, w dystrykcie Tewkesbury. Leży 13 km na północny wschód od miasta Gloucester i 146 km na zachód od Londynu.